# Kongo-Express
Kongo-Express ist ein Abenteuerspielfilm und Liebesdrama aus deutscher Produktion von 1939. Unter der Regie von Eduard von Borsody spielen Marianne Hoppe, Willy Birgel und René Deltgen die Hauptrollen.

## Handlung
Gaston Thibault arbeitet als Flieger im südlichen Afrika. Er ist offensichtlich dem Alkohol zugeneigt, was sich auch auf seine Arbeit auswirkt. Als der Franzose seinen Job verliert, sieht er keinen anderen Ausweg, als die Verlobung mit seiner deutschen Freundin Renate Brinkmann zu lösen. Als sie im fernen Deutschland die Hiobsbotschaft zugestellt bekommt, beschließt Renate, augenblicklich zu Thibault zu reisen. In Afrika angekommen, besteigt sie den Kongo-Express, eine Zugverbindung, die sie zu Gaston führen soll. Während der Fahrt lernt sie den deutschen Auswanderer Viktor Hartmann kennen, einen im afrikanischen Busch lebenden Gentleman der alten Schule, ein wenig steif, aber mit ehernen Prinzipien. Man freundet sich an und Hartmann scheint im Laufe der Fahrt immer mehr an Renate interessiert. Auch Renate findet ihn in seiner ritterlichen Erscheinungsweise durchaus interessant und charmant, doch gehört ihr Herz noch immer ganz und gar Gaston.
Thibault ist überrascht, als Renate plötzlich in seinem Zimmerchen am Flughafen vor ihm steht. Erst jetzt erkennt Renate, wie heruntergekommen ihr Verlobter ist. Er hat seine Fliegerlizenz und damit die Möglichkeit, seinen Lebensunterhalt zu verdienen, verloren und erscheint ihr verbittert. Seine deutsche Verlobte versteht es, ihn wieder aufzubauen, und bald sieht Gaston erneut einen Lichtstreif am Horizont. Er will jetzt auch seine Renate heiraten und begibt sich angesichts des neu gefassten Lebensmutes sogleich in die nächste Stadt, um einen alten Freund zu bitten, als Trauzeuge zur Verfügung zu stehen. Dieser ist ausgerechnet Viktor. Als Hartmann erfährt, wer Gastons Zukünftige ist, will er sich nobel zurückziehen, doch Thibault, der von beider schicksalhafter Begegnung im Zug nichts weiß, besteht darauf, dass sich beide näher kennen lernen. Man will sich auf der Mollison-Farm treffen, wo eine Abschiedsfeier stattfinden soll, da ihr namensgebender Besitzer nach Europa heimkehren möchte. Gaston will später dorthin nachkommen.
Während der Autofahrt zur Farm kommen sich Viktor und Renate näher und während einer Panne erkennt die junge Hamburgerin, dass ihr Landsmann Hartmann doch wohl eher zu ihr passen würde als der unstet und etwas labil erscheinende Franzose. Beide planen, Gaston ihre Entscheidung, eine gemeinsame Zukunft aufbauen zu wollen, bei Mollison mitzuteilen. Dort angekommen, muss Renate erfahren, dass ihr Verlobter nur deshalb seine Fluglizenz verloren hatte, weil er einst seinen Mechaniker bei einem entscheidenden Fehler gedeckt hatte. Dieser war während seines Dienstes betrunken und kam infolge einer Unachtsamkeit um. Würde diese Tatsache herauskommen, könnte seine Witwe keine finanzielle Unterstützung mehr in Anspruch nehmen. Daraufhin beschließt Renate, lieber zu schweigen und ihre Entscheidung, sich von Gaston trennen zu wollen, zu revidieren. Doch ausgerechnet am selben Abend trinkt Thibault übermäßig viel und fängt auch noch eine Schlägerei an. Von all diesen Vorkommnissen verwirrt, will Renate Brinkmann nur noch raus aus Afrika und zurück nach Deutschland. Am Bahnhof verabschiedet sie sich von Viktor.
Renate besteigt am nächsten Tag den Kongo-Express. Kaum abgefahren, erfährt der Bahnhofsvorsteher, dass ein anderer Zug ebenfalls diese Strecke entlangfährt und auf Kollisionskurs entgegenkommt. Es gibt keine Möglichkeit, Kontakt mit einem der beiden Züge aufzunehmen. Als Viktor, der am Bahnhof zurückgeblieben ist, davon erfährt, benachrichtigt er sofort Gaston und berichtet diesem von der sich anbahnenden Tragödie. Gaston, der inzwischen von Viktors Gefühlen für Renate weiß, ist nichtsdestotrotz sofort bereit, sein Flugzeug zu besteigen und den Kongo-Express zu warnen. Viktor steigt dazu, doch der Lokführer begreift nicht, was die beiden Männer im Flieger über ihm wollen. Daraufhin unternimmt Viktor ein waghalsiges Unterfangen: Er springt mit dem Fallschirm aus dem Flieger, in der Hoffnung, auf dem Zug zu landen. Doch eine Windböe treibt ihn ab, und er stürzt mit seinem Fallschirm in einen Baum. Nun liegt es ganz an Gaston, mit einem Verzweiflungsakt die Katastrophe zu verhindern und damit Renates Leben zu retten. In Kamikaze-Manier stürzt er mit seinem Flieger auf die Gleise. Er kommt dabei ums Leben, erzwingt aber mit dem Crash den Stopp des Kongo-Express. Renate und Viktor kehren nach Deutschland heim, wo sie ein gemeinsames Leben aufbauen möchten.

## Produktionsnotizen
Die Dreharbeiten zu Kongo-Express begannen am 11. August 1939 mit den Außenaufnahmen, die Ende September desselben Jahres abgeschlossen wurden. Im Oktober 1939 folgten die Atelieraufnahmen. Die Uraufführung erfolgte am 15. Dezember 1939 im Berliner UFA-Palast am Zoo. Die Herstellungskosten beliefen sich auf moderate rund 786.000 Reichsmark. Bis Februar 1941 betrugen die Einnahmen 2,14 Millionen RM. Damit galt Kongo-Express als großer Kassenerfolg. Anton Weber entwarf die von Franz Koehn umgesetzten Filmbauten. Die Kostüme stammen von Bert Hoppmann. Bruno Suckau war für den Ton verantwortlich.
Ein Musiktitel wurde gespielt: Wilhelm Strienz sang das Lied „Hinter dieser schweren Pforte“ zu den Lippenbewegungen von Willy Birgel.
Die 26-jährige Ideenlieferantin Johanna Sibelius gab hier ihren Einstand beim Film.

## Wissenswertes
Als die im Film zu sehende Strecke des titelgebenden „Kongo-Express“ diente ein kurzer Abschnitt der Bahnstrecke Gifhorn Stadt–Celle im Bereich zwischen den Ortschaften Langlingen und Offensen. Auf einer Länge von 200 Metern wurden links und rechts der Gleise tropische Pflanzen drapiert, die dem Umfeld einen „afrikanischen“ Touch verleihen sollten. Eine historische Dampflok fuhr diesen kurzen Streckenabschnitt immer wieder auf und ab, um die Bahnfahrt, die einen wichtigen Aspekt der Handlung ausmacht, zu simulieren. Der Haltepunkt Offensen wurde zum Urwald-Bahnhof Lukanga umdekoriert.

## Kritik
„Der Zuschauer war vor allem mit den Liebesstrapazen der Haupthelden […] beschäftigt, aber in dem Film wurde auch das Weh nach der Ferne angesprochen, das in vielen Deutschen schlummert. Obligatorisch waren auch Opferbereitschaft und Heldentum.“

„Schablonenhafter Liebes- und Abenteuerfilm mit exotischer Kulisse, wilder Dramatik und viel Sentimentalität.“

„Mit ihrer spröden, maskulinen Art empfahl sich Marianne Hoppe für Filmrollen, in denen sie ihren Mann stehen muss. So auch im Abenteuerfilm ‚Kongo-Express‘.“